# Pio Bondioli
Pio Bondioli (Malesco, 4 dicembre 1890 – Milano, 1º luglio 1958) è stato un giornalista e storico italiano.

## Biografia
Dopo aver frequentato il liceo classico a Milano, città presso la quale si era trasferito con i genitori e le due sorelle, si laureò in lettere. Nel frattempo collaborava con il periodico Azione Giovanile, presso il quale esordì nel 1913, e, dopo la laurea, con il quotidiano L'Italia, entrambi di ispirazione cattolica. Durante la Grande Guerra fu ufficiale in Albania e Grecia ed ebbe modo di imparare il greco moderno e i canti della tradizione ellenica, che tradusse e pubblicò qualche anno dopo in Italia. Tre di questi furono musicati da Ildebrando Pizzetti nel 1933 per la casa editrice Ricordi. A conflitto concluso sposò Giuseppina Borra, che gli diede due figli: Miriam e Mario.
Continuò la sua collaborazione con L'Italia e fu direttore della casa editrice Bottega di poesia dal 1920 al 1922. Nello stesso anno, dopo aver conosciuto Agostino Gemelli, entrò a far parte dell'Università Cattolica come redattore e della redazione della rivista Vita e Pensiero, rivista fondata nel 1914 da padre Gemelli, don Francesco Olgiati e Vico Necchi, della quale divenne anche direttore.

### Il trasferimento nell'Altomilanese
In seguito ad una tubercolosi ossea contratta durante la guerra e diagnosticata troppo tardi per essere adeguatamente curata, rimase claudicante per tutta la vita; lasciò l'Università e si trasferì con la famiglia a Tradate, presso la casa del medico Francesco Inzoli, suo medico curante.
Continuò a praticare l'attività di giornalista occupandosi soprattutto di storia locale. Lavorò come storico e ricercatore per l'imprenditore e mecenate Luigi Milani, proprietario dell'omonimo cotonificio di Busto Arsizio. In questi anni furono numerosi gli studi e le pubblicazioni che gli fecero raggiungere la reputazione di "storico di Busto".
Nel 1929 fu nominato socio onorario dell'assemblea generale ordinaria della Società bustese di storia e d'arte con la seguente motivazione: "per essersi reso benemerito nel campo storico con numerose ricerche e pubblicazioni che riguardano e illustrano uomini e cose bustesi".
Nel 1930, per favorire lo studio dei figli, si trasferì a Busto Arsizio, dove rimase fino al 1936. Nel 1956 il comune di Busto Arsizio gli conferì una targa d'oro come riconoscimento per le sue opere storiografiche.

### Il ritorno a Milano
Nel 1937 si trasferì nuovamente a Milano e lavorò per L'Italia occupandosi principalmente di politica estera fino al 1943, quando la sede del quotidiano fu distrutta dai bombardamenti degli Alleati. fu direttore dell'Istituto cattolico per la Stampa di Milano, organismo creato da Giovanni Battista Montini, allora sostituto alla segreteria pontificia, e diretto da Alfredo Ildefonso Schuster nel 1936.
Fu tra i fondatori del quotidiano cattolico Giornale del Popolo, per il quale scrisse fino alla morte. Dopo la seconda guerra mondiale entrò a far parte della redazione del giornale Il Popolo curando i servizi di politica estera e fu direttore de L'Italia dal 1º settembre 1945 al febbraio 1946. Fondò la rivista Operare dell'Unione Cristiana Imprenditori Dirigenti, che diresse per dieci anni; contemporaneamente collaborò con i settimanali Oggi e Gente e con la rivista Relazioni internazionali.
Pio Bondioli fu anche un importante saggista e articolista di politica estera. Nel 2012 il suo archivio privato fu donato dagli eredi alla Biblioteca capitolare di San Giovanni Battista di Busto Arsizio.

## Opere
- Alessandro Manzoni: coltivatore ed espositore di cotone, in Bollettino della cotoniera, Busto Arsizio, Giovanni Milani & nipoti, 1930.
- Allocuzioni e messaggi natalizi di S.S. Pio XII : 1939-1940-1941-1942, Milano, SEI, 1943 (curatore).
- Arte e storia in Santa Maria di piazza a Busto Arsizio, prefazione di Luigi Milani, Busto Arsizio, Giovanni Milani & nipoti, 1930.
- Bagliori del rinascimento lombardo nell'opera latina di Gian Alberto Bossi di Busto Arsizio, Busto Arsizio, Pianezza, 1929.
- Bar-Chochab pastore di Beth-Lehem, Busto Arsizio, Tosi, 1934.
- La battaglia di Marignano in una relazione a Enrico VIII d'Inghilterra, in Scritti storici e giuridici in memoria di Alessandro Visconti, Milano, Cisalpino.
- Benedetto Milani : 1853-1906, Milano, Tipografia Reale, 1953.
- Busto Arsizio benefica attraverso i secoli : storia della pubblica beneficenza e dei servizi sanitari per i poveri fino al principio dell'ottocento, Milano, San Giuseppe, 193.
- Castegnate sull'Olona : con cenni storici sulla famiglia del visconte Leonardo Cerini, Milano, Unione tipografica, 1938.
- Gallaratesi a Cremona e a Milano nei secoli XV e XVI, Gallarate, Ferrario, 1957.
- I manoscritti dell'opera di Pietro Antonio Crespi Castoldi, Busto Arsizio, Tipografia dell'orfanotrofio, 1938.
- Manzoni e gli amici della verita : dalle carte inedite di Luigi Tosi, Milano, Istituto di propaganda libraria, 1936.
- Un miniatore lombardo ignorato: Pietro Carcano, Firenze, Olschki, 1957.
- Il monastero di S. Ambrogio Maggiore di Milano, collana Studi lombardi di storia e d'arte, Milano, Perrella, 1935.
- Note storiche sulla famiglia Gabardi, Milano, 1954.
- Origini dell'industria cotoniera a Busto Arsizio, Varese, La Tipografica Varese, 1936.
- Un poeta bustese alle nozze di Gian Galeazzo Sforza e Isabella d'Aragona, Busto Arsizio, 1947.
- Ritratto religioso di Giulio Salvadori, Milano, Vita e pensiero, 1929.
- S. Maria di Piazza : la primitiva chiesa e gli splendori del tempo attuale, Busto Arsizio, Pellegatta, 1942.
- S. Maria di Piazza a Busto Arsizio prima e dopo i restauri, Milano, Unione tipografica, 1948.
- Con Luigi Milani, San Francesco d'Assisi, Busto Arsizio, Milani, 1926.
- La Santa notte : echi e fulgori di Natale, Milano, Vita e pensiero, 1931.
- Sculture di un Valsoldese a Busto Arsizio, Como, Cesare Nani, 1931.
- Lo stemma della città di Busto Arsizio, Busto Arsizio, 1929.
- Storia del comunismo, Milano, Boni, 1945.
- Studi e ricerche intorno alla beata Giuliana da Busto Arsizio, prefazione di Luigi Milani, Busto Arsizio, Giovanni Milani & nipoti, 1927.
- Tommaso Rodari a Busto Arsizio, Como, Cesare Nani, 1929.
- La torre di Cavandone attraverso i secoli, Milano, 1942.
- L'ultimo dei Re Magi, Busto Arsizio, Tipografia dell'orfanotrofio, 1933.
- L'Universita cattolica in Italia dalle origini al 192, Milano, Vita e pensiero, 1929.
- Vico Necchi : fedel servo di Dio, prefazione di Agostino Gemelli, Milano, Vita e pensiero, 1934.
- Storia di Busto Arsizio, Busto Arsizio, La Tipografica Varese, 1987.